# Siège de Haddington
 (juin 2017).
Rough Wooing
Batailles
Édimbourg (1544) - Ancrum Moor (1545) - Pinkie Cleugh (1547) - Broughty (1547-1550) - Haddington (1548-1549) - Ambleteuse (1549)
Le siège de Haddington opposa les armées anglaises et écossaises en 1548-1549.
L'armée anglaise s'empare de Haddington en février 1548 après sa victoire à la bataille de Pinkie Cleugh. Après un long siège, les Écossais et les Français parviennent à reprendre la ville en septembre 1549.

## La capture de Haddington par les Anglais
Le 23 février 1548, William Grey s'empare de Haddington et des villages aux alentours. Il y installe une garnison de 200 hommes et, après des raids menés par le régent écossais James Hamilton, décida de fortifier la ville le 24 avril 1548.

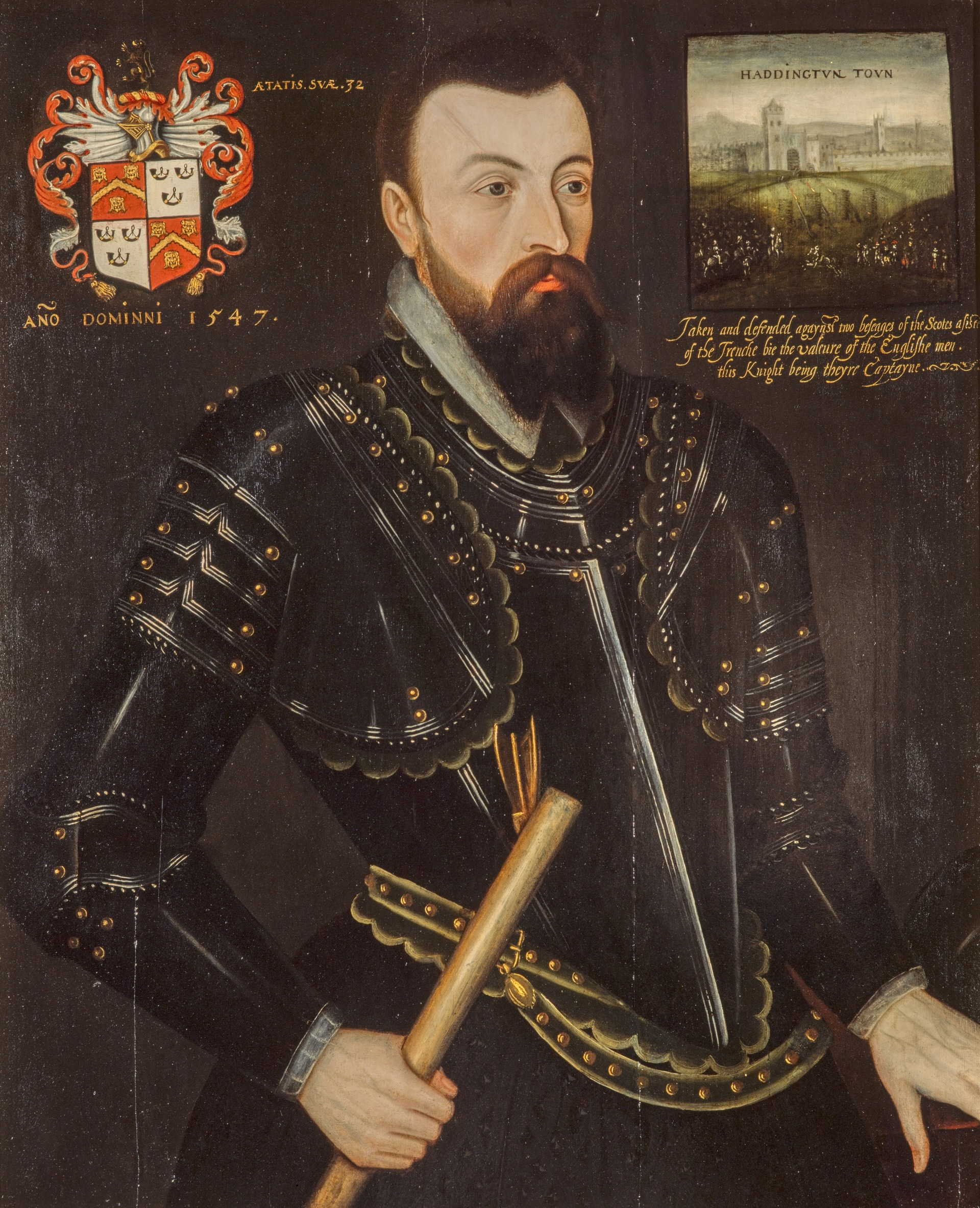
James Wilsford

Les Anglais voulaient forcer les Écossais à mener un long siège afin de leur faire épuiser leurs ressources. Les pionniers Anglais terminèrent rapidement la construction des remparts.
L'ambassadeur français Odet de Selve fut informé par un mercenaire français dans l'armée anglaise que la ville était imprenable, à l'instar de Turin. Le régent anglais Somerset montra même les plans de la ville à l'ambassadeur en se vantant que même Calais était plus facile à prendre. La ville était divisée en quatre secteurs bien contrôlés par Robert Bowes et Thomas Wyndham.

## Le siège écossais
Les Écossais et les Français commencèrent à assiéger Haddington à partir de juillet 1548. La ville était défendue par James Wilford.
Pour prendre Haddington, Lord Methven avait apporté en juin de nombreux canons depuis Aberlady. Le 3 juillet, l'artillerie était prête. Le 5 juillet, Methven envoya un rapport positif à la reine-mère Marie de Guise en lui confirmant que son artillerie avait affaibli les défenses anglaises. Le 9 juillet, la reine vint en personne assister au siège mais prise sous les feux anglais, elle fut contrainte de s'enfuir. Le 16 juillet, un assaut français est repoussé par les Anglais.
Voulant défendre Édimbourg et Leith, les Français retirèrent le 17 juillet une grande partie de leur artillerie. Methven convoya les canons jusqu'à la capitale. Le comte de Shrewsbury arriva le 23 août pour secourir Haddington avec une grande armée. Alarmés, les Écossais se retirèrent pour défendre Édimbourg.
En octobre 1548, les Français tentèrent une attaque de nuit sur Haddington mais furent repoussés. Le combat fut interrompu pendant l'hiver, d'autant que Wilfrid rapporta à Somerset que la garnison était touchée par la peste.

## Le retrait des Anglais
Sans ressources, les Anglais décidèrent de se retrancher à Berwick-upon-Tweed et évacuèrent Haddington le 19 septembre 1549. Marie de Guise entra en triomphe dans la ville le même jour.